# Michael McCann (hockey sur gazon)
Michael McCann, né le 26 septembre 1977 à Sydney, est un joueur australien de hockey sur gazon.

## Palmarès
- Médaille d'or aux Jeux olympiques d'Athènes en 2004[1]